# Orchis × spuria
Orchis × spuria es una notoespecie (un híbrido natural) entre Orchis militaris × Orchis anthropophora.  Se distribuye por Francia y Suiza.

## Hábitat
Este híbrido se desarrolla en prados y terrenos a la luz solar directa o media sombra. En Francia y en  Suiza.

## Descripción
Las hojas que forman una roseta foliar pegadas casi a rás de suelo son oblongas lanceoladas con una longitud de 5 cm. Son de hábitos terrestres y tienen tubérculos.
Las inflorescencias que son erectas, en espiga, salen de la roseta basal de hojas y  presentan una densa floración con flores pequeñas en las que los tres sépalos, de color blanco en el haz con motas de color rosa  y en el envés con nervaduras de color rosa que convergen en el ápice, están unidos por los bordes con una tercera parte separada por los extremos, formando una especie de casco que cubre la columna.
 
Dos pétalos se encuentran bajo el casco, de color púrpura el doble de largos que los sépalos, pero más estrechos y finos que sobresalen por los laterales. Debajo de este casco sobresale el labelo unas tres veces más largo que los sépalos estrecho y con cuatro identaciones profundas que le da aspecto de unos flecos, con el color rosa más intenso que en los sépalos y puntos de color rosa más pronunciado. En el centro del labelo con una mancha blanca y una letra H.

Florecen desde abril hasta junio.

## Taxonomía
Orchis × spuria fue descrita por Rchb.f.  y publicado en Botanische Zeitung (Berlin) 7: 891. 1849.
Sinonimia
- × Orchiaceras × spuria Rchb.f.) E.G.Camus
- × Orchiaceras × weddellii E.G.Camus
- Orchis × jamainii Rouy
- Orchis × macra W.D.J.Koch[3]